# Sky Magazine
Sky Magazine (ou "Sky Mag") foi uma revista lançada como um guia de listagens de TV em 1994 e distribuída aos assinantes do serviço de satélite BSkyB da Sky UK. Em 2007, a revista passou a pertencer a divisão News Magazines da Sky News.

## Disponibilidade
A revista estava disponível para assinantes do Variety Pack ou de todos os packs de entretenimento.

## Conteúdo
O conteúdo das revistas variava de edição para edição, mas tendia a incluir:
- Entrevistas com celebridades
- Listas de televisão e guia para canais Sky Movies e Sports
- Avaliações de programa e guias de visualização recomendados
- Serviços Sky, canais adultos e publicidade de serviços premium
- Informações sobre atualizações, alterações de preços
- Um boletim chamado Sky Month para dar dicas de como usar o serviço de televisão.

Em seus anos finais, o consenso popular era de que a qualidade do conteúdo diminuía. O que antes era uma revista de qualidade havia perdido guias de canais, listas detalhadas de canais e mais entrevistas de qualidade e artigos relacionados aos programas.

## Fim da revista
A revista cessou a publicação em outubro de 2011. A edição de outubro/novembro foi a última. A publicação foi substituída por uma newsletter semanal por e-mail do cliente com destaques da programação.